# Schleusegrund
Schleusegrund är en kommun i Landkreis Hildburghausen i förbundslandet Thüringen i Tyskland.